# HMS Nyasaland (K587)
La HMS Nyasaland (K587) fue una fragata clase Colony de la Marina Real británica. Su nombre remite al protectorado británico de Nyasalandia, localizado en África Central.

## Historia
Fue puesta en grada el 7 de septiembre de 1943, botada el 6 de octubre de ese mismo año, y puesta en servicio el 31 de julio de 1944. Al ser construida inicialmente para la Armada de los Estados Unidos, se denominó USS Hoste (PF-83). Transferida a la Marina Real británica, adoptó el nombre HMS Nyasaland (K587), y tras un servicio de tres años, en 1946, fue devuelta a los Estados Unidos y retirada definitivamente.